# Clara Paget
 (avril 2015).
Si vous disposez d'ouvrages ou d'articles de référence ou si vous connaissez des sites web de qualité traitant du thème abordé ici, merci de compléter l'article en donnant les références utiles à sa vérifiabilité et en les liant à la section « Notes et références ».
Pour les articles homonymes, voir Paget.
Clara Paget, née le 12 septembre 1988 à Londres, est une actrice et mannequin anglaise.
Elle est notamment connue pour interpréter la célèbre pirate Anne Bonny dans la série Black Sails.

## Biographie
Clara Elizabeth Isis Paget est la fille de Charles Paget, 8e marquis d'Anglesey, pair du Royaume-Uni, artiste, et de Georgeanne Elliot Downes, écrivain.
Mannequin, Clara Paget a réalisé en 2015 une campagne de publicité pour Burberry,.

## Filmographie

### Cinéma
- 2009 : St. Trinian's 2 : The Legend of Fritton's Gold - Bella
- 2011 : Un jour - hôtesse du cocktail
- 2011 : Johnny English, le retour - hôtesse
- 2013 : Fast and Furious 6 - Vegh
- 2014 : Acid Girls - Lia
- 2019 : House Red - Natalie

### Court métrage
- 2013 : Albert Camus: The Sea Close By - mannequin

### Télévision

#### Séries télévisées
- 2011 : Inspecteur Barnaby (série télévisée), saison 14, épisode 1 Hors circuit (Death in the Slow Lane) - Charlotte Cameron
- 2011 : Little Crackers (série télévisée), saison 2, épisode 1 Barbara Windsor's Little Cracker: My First Brassiere - Linda
- 2014 : Black Sails (série télévisée) - Anne Bonny (rôle récurrent)
- 2019 : Strike Back (série télévisée), saison 7, épisode 1 Revolution: Part 1 - Zoe Davis